# Bad Münstereifel

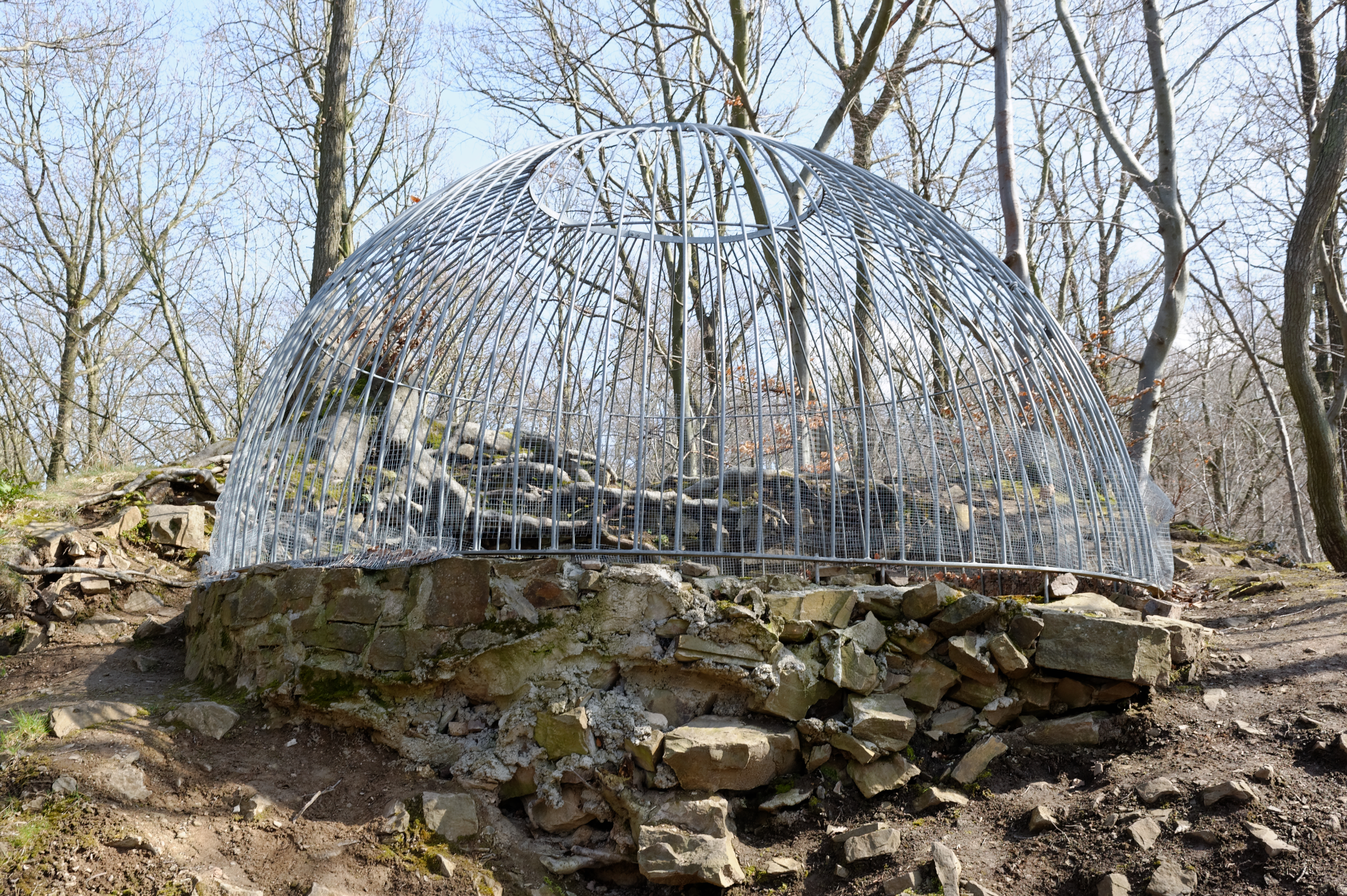

Bad Münstereifel är en stad i Kreis Euskirchen i Regierungsbezirk Köln i förbundslandet Nordrhein-Westfalen i Tyskland.  Motorvägen A1 passerar staden.